# Inmigración dominicana en los Estados Unidos
Un dominicano de los Estados Unidos (en inglés: Dominican Americans) es un ciudadano estadounidense nacido en República Dominicana o en uno de los estados de los Estados Unidos de América, de padres de origen dominicano, y quien ha vivido una parte significante de su vida en uno de los estados de los Estados Unidos o en Washington D. C.
A partir de 2017, hay más de 2 millones de estadounidenses de ascendencia dominicana. Algunos de los cuales son inmigrantes dominicanos, mientras que otros nacieron en los Estados Unidos de padres dominicanos. Grandes oleadas de dominicanos comenzaron a llegar en la década de los 1980s, principalmente a Nueva York. Los dominicanos representan solo el 3 por ciento de los latinos en los Estados Unidos, pero en muchas partes de la región noreste del país, representan alrededor del 20 por ciento de los latinos.

## Migración
Los dominicanos son el grupo latino más grande en las áreas metropolitanas de Nueva York y Boston en Massachusetts. Incluyendo muchas áreas circundantes en el norte de Nueva Jersey y Rhode Island, como por ejemplo Paterson (NJ) y Providence (RI). La ciudad de Nueva York tiene el mayor número de dominicanos en comparación con otras ciudades, mayoría de ellos están viviendo en el Bronx y Manhattan. Otras grandes ciudades como Filadelfia (Pensilvania), y Miami y Orlando (Florida) también tienen un gran número de dominicanos. Lawrence (MA), Haverstraw (NY) y Hazelton (PA) tienen los porcentajes más altos de dominicanos en los Estados Unidos. Algunos dominicanos eligen ingresar a los Estados Unidos pasando primero por Puerto Rico, un territorio de los Estados Unidos.

## Demografía

### Población por estado

#### Relativa a la población de cada estado
La población dominicana en cada estado, mostrando el porcentaje de la población del estado que se identifica como dominicano en comparación con la población total estatal se muestra en la siguiente tabla.
| Estado/Territorio   | Población (2017) de Dominicanos estadounidenses | Porcentaje |
| ------------------- | ----------------------------------------------- | ---------- |
| Alabama             | 1327                                            | 0.0        |
| Alaska              | 2271                                            | 0.2        |
| Arizona             | 5936                                            | 0.0        |
| Arkansas            | 153                                             | 0.0        |
| California          | 18381                                           | 0.0        |
| Carolina del Norte  | 19787                                           | 0.2        |
| Carolina del Sur    | 3275                                            | 0.1        |
| Colorado            | 4870                                            | 0.0        |
| Connecticut         | 40343                                           | 1.1        |
| Dakota del Norte    | 409                                             | 0.0        |
| Dakota del Sur      | 311                                             | 0.0        |
| Delaware            | 3672                                            | 0.4        |
| Washington D. C.    | 3744                                            | 0.5        |
| Florida             | 259779                                          | 1.2        |
| Georgia             | 30014                                           | 0.3        |
| Hawái               | 1843                                            | 0.1        |
| Idaho               | 167                                             | 0.0        |
| Illinois            | 10911                                           | 0.0        |
| Indiana             | 3443                                            | 0.0        |
| Iowa                | 649                                             | 0.0        |
| Kansas              | 1683                                            | 0.0        |
| Kentucky            | 1372                                            | 0.0        |
| Luisiana            | 6662                                            | 0.1        |
| Maine               | 932                                             | 0.0        |
| Maryland            | 24969                                           | 0.4        |
| Massachusetts       | 172577                                          | 2.5        |
| Míchigan            | 7870                                            | 0.0        |
| Minnesota           | 2767                                            | 0.0        |
| Misisipi            | 2904                                            | 0.1        |
| Misuri              | 2520                                            | 0.0        |
| Montana             | 394                                             | 0.0        |
| Nebraska            | 465                                             | 0.0        |
| Nevada              | 4805                                            | 0.2        |
| Nueva Jersey        | 301655                                          | 3.4        |
| Nueva York          | 872504                                          | 4.4        |
| Nuevo Hampshire     | 8223                                            | 0.6        |
| Nuevo México        | 1138                                            | 0.0        |
| Ohio                | 15943                                           | 0.1        |
| Oklahoma            | 1283                                            | 0.0        |
| Oregón              | 678                                             | 0.0        |
| Pensilvania         | 127505                                          | 1.0        |
| Rhode Island        | 52070                                           | 5.1        |
| Tennessee           | 4240                                            | 0.0        |
| Texas               | 27648                                           | 0.1        |
| Utah                | 2012                                            | 0.1        |
| Vermont             | 308                                             | 0.0        |
| Virginia            | 16419                                           | 0.2        |
| Virginia Occidental | 429                                             | 0.0        |
| Washington          | 2578                                            | 0.0        |
| Wisconsin           | 5544                                            | 0.1        |
| Wyoming             | 65                                              | 0.0        |
| Estados Unidos      | 2081419                                         | 0.6        |

## Cultura, raza e identidad
Los dominicanos tienen una cultura latina caribeña similar a los puertorriqueños y los cubanos. Son conocidos por su buena cocina, música especialmente Bachata y Merengue, y amor por béisbol. Racialmente, la mayoría son mezclados, principalmente con africana, español y taino, cual se consideran mulatto, trigueño o en República Dominicana, indio. Hay menor cantidades de gente negra y gente blanca. Los dominicanos en los Estados Unidos tienen altas tasas de matrimonios mixtos con puertorriqueños y otros latinos.

## Condiciones socioeconomicas
La mayoría de dominicanos en el extranjero suelen mantener fuertes relaciones económicas con su país de origen generando estos muchas remesas. A pesar de esto los dominicanos en EE. UU. suelen mantenerse en la clase media, esto debido a la gran disposición de trabajar y comunidades bien establecidas.